# Открытый чемпионат провинции Цзянси по теннису
Открытый чемпионат провинции Цзянси (англ. Jiangxi International Women's Tennis Open, кит. 江西网球公开赛) — женский профессиональный международный теннисный турнир, проходящий осенью в китайском Цзюцзяне на хардовых кортах. Относится к серии WTA 250 с призовым фондом около 270 тысяч долларов и турнирной сеткой, рассчитанной на 32 участницы в одиночном разряде и 16 пар.

## История
Первый розыгрыш турнира в Наньчане состоялся в 2014 года. Два сезона турнир игрался в младшей серии WTA 125, а в 2016 году получил полноценный статус соревнования WTA-тура. С 2020 по 2022 год турнир не проводился, а в 2023 году вновь появился в календаре. В 2024 году турнир переехал в Цзюцзян.
Победительницы и финалистки
Первой победительницей одиночного разряда стала Пэн Шуай. Она же первой и единственной смогла выиграть турнир дважды (в 2014 и 2017 годов). В парном разряде дважды побеждал китайский дуэт Тан Цяньхуэй и Цзян Синьюй (в 2017 и 2018 годах).

## Финалы турнира
| Год       | Чемпионка                             | Финалистка                            | Счёт                                  |
| --------- | ------------------------------------- | ------------------------------------- | ------------------------------------- |
| Цзюцзян   |                                       |                                       |                                       |
| 2024      | Виктория Голубич                      | Ребекка Шрамкова                      | 6-3 7-5                               |
| Наньчан   |                                       |                                       |                                       |
| 2023      | Катерина Синякова                     | Мария Боузкова                        | 1-6 7-6(5) 7-6(4)                     |
| 2020—2022 | Не проводился из-за пандемии COVID-19 | Не проводился из-за пандемии COVID-19 | Не проводился из-за пандемии COVID-19 |
| 2019      | Ребекка Петерсон                      | Елена Рыбакина                        | 6-2 6-0                               |
| 2018      | Ван Цян                               | Чжэн Сайсай                           | 7-5 4-0 — отказ                       |
| 2017      | Пэн Шуай (2)                          | Нао Хибино                            | 6-3 6-2                               |
| 2016      | Дуань Инъин                           | Ваня Кинг                             | 1-6 6-4 6-2                           |
| 2015      | Елена Янкович                         | Чжан Кайчжэнь                         | 6-3 7-6(6)                            |
| 2014      | Пэн Шуай                              | Лю Фанчжоу                            | 6-2 3-6 6-3                           |

| Год  | Победительницы                   | Финалистки                      | Счёт               |
| ---- | -------------------------------- | ------------------------------- | ------------------ |
| 2024 | Го Ханьюй Моюка Утидзима         | Катажина Питер Фанни Штоллар    | 7-6(5) 7-5         |
| 2023 | Вера Звонарёва Лаура Зигемунд    | Макото Ниномия Эри Ходзуми      | 6-4 6-2            |
| 2019 | Ван Синьюй Чжу Линь              | Пэн Шуай Чжан Шуай              | 6-2 7-6(5)         |
| 2018 | Тан Цяньхуэй (2) Цзян Синьюй (2) | Лу Цзинцзин Ю Сяоди             | 6-4 6-4            |
| 2017 | Тан Цяньхуэй Цзян Синьюй         | Алла Кудрявцева Арина Родионова | 6-3 6-2            |
| 2016 | Лян Чэнь Лу Цзинцзин             | Сюко Аояма Макото Ниномия       | 3-6 7-6(2) [13-11] |
| 2015 | Чжан Кайчжэнь Чжэн Сайсай        | Ван Яфань Чжань Цзиньвэй        | 6-3 4-6 [10-3]     |
| 2014 | Дзюнри Намигата Чжуан Цзяжун     | Сюй Ифань Чжань Цзиньвэй        | 7-6(4) 6-3         |